# Javier Hervada
Javier Hervada Xiberta (Barcelona, 7 de febrero de 1934-Pamplona, 11 de marzo de 2020) fue un filósofo del Derecho, iusteórico y canonista español, catedrático emérito de Derecho Canónico, Filosofía del Derecho y Derecho natural en la Universidad de Navarra.

## Biografía
Tras licenciarse en Derecho en la Universidad de Barcelona (1951-1956), fue Doctor en Derecho por la Universidad de Madrid (1958) y Doctor en Derecho Canónico por la Universidad de Navarra (1962), obtuvo la Cátedra de Derecho Canónico en la Universidad de Zaragoza (1964), sucediendo a su maestro Pedro Lombardia. Al año siguiente fue profesor Ordinario de Derecho Canónico de la Universidad de Navarra, de cuya Facultad de Derecho fue Decano entre 1973 y marzo de 1984.
En Pamplona, fundó la revista Persona y Derecho y fue uno de los principales gestores del Instituto Martín de Azpilcueta y de la revista Ius canonicum. Es autor de veintiséis libros y de más de ochenta artículos.
El profesor Hervada fue el primer sistematizador moderno del Realismo jurídico clásico, el autor de la mayor parte de la teoría general del Derecho canónico que sustenta las tesis de la Escuela de Lombardía, el pionero del Derecho constitucional canónico y uno de los grandes matrimonialistas del siglo XX.
Entre sus contribuciones a la ciencia jurídica, se ha destacado el redescubrimiento de la concepción clásica del Derecho como lo justo, como objeto de la virtud de la justicia. Supo incorporar a sus conocimientos jurídicos el pensamiento de los clásicos. También profundizó en la esencia del matrimonio, descubriendo la dimensión de justicia que une a los cónyuges en su masculinidad y feminidad respectivas.

## Premios y distinciones
- Comendador de la orden de San Gregorio Magno, otorgada por la Santa Sede
- Cruz de Honor de la Orden de San Raimundo de Peñafort, otorgada por el Ministerio de Justicia (9 de febrero de 1999).[6][7]
- Doctorado honoris causa en Derecho Canónico por la Pontificia Universidad de la Santa Cruz (26 de noviembre de 2002).[8]

## Obras principales
Filosofía del Derecho y Derecho natural
- Introducción crítica al Derecho Natural, 10.ª edición, 1ª reimpr., Eunsa (Pamplona 2007). El libro ha sido editado también en México, Colombia, Perú, Argentina, Italia, Francia, Canadá, Hungría y Polonia.
- Lecciones propedéuticas de Filosofía del Derecho, 4ª ed. (Pamplona 2007). El libro tiene también edición en Portugués.
- Cuatro lecciones de Derecho Natural, Eunsa (4ª ed. Pamplona 1998).
- ¿Qué es el derecho? La moderna respuesta del realismo jurídico (Pamplona 2002). Hay ediciones colombiana y brasileña.
- Historia de la Ciencia del Derecho Natural (Pamplona 1987; 3ª ed. 1996)
- Escritos de Derecho Natural (Pamplona 1986; 2ª ed. 1993)
- Diálogos sobre el amor y el matrimonio, Eunsa, (Pamplona 1974, 4ª ed. 2007)

Derecho Canónico
- El Derecho del Pueblo de Dios, en colaboración con P. Lombardía, vol. I, Introducción. Derecho constitucional (Pamplona 1970)
- Elementos de Derecho Constitucional Canónico (Pamplona 1987; 2ª ed., 2001)
- Una caro. Escritos sobre el matrimonio (Pamplona 2000).
- Pensamientos de un canonista en la hora presente (Pamplona 1989; reimpr. 1992; 2ª ed., 2004).
- Vetera et Nova. Cuestiones de Derecho Canónico y afines (1958-2004) (Segunda edición remodelada, Pamplona 2005
- El ordenamiento canónico. Aspectos centrales de la construcción del concepto (Pamplona 1966, 2ª ed., Eunsa, Pamplona 2008).
- Introducción al estudio del Derecho canónico, Eunsa, Pamplona 2007, 122 p.; (2ª edición, 2010).
- Prawo naturalne. Wprowadzenie, Wydawnictwo PETRUS, Cracow 2011.
- Historia Prawa Naturalnego, Wydawnictwo PETRUS, Cracow 2013.

Publicaciones sobre Javier Hervada
- Escrivá Ivars, Javier, Relectura de la obra científica de Javier Hervada: preguntas, diálogos y comentarios entre el autor y Javier Hervada, Pamplona, Universidad de Navarra. Servicio de Publicaciones, 2008, 1ª, 535 pp.
- Arrieta, Juan Ignacio, "In memoriam. Javier Hervada", Ius Ecclesiae, vol. XXXII, núm. 2 (julio-diciembre, 2020), pp. 411-413.
- Errázuriz M., Carlos José, "In memoriam. Javier Hervada", Ius Ecclesiae, vol. XXXII, núm. 2 (julio-diciembre, 2020), pp. 415-418.